# Анібар
Аніба́р (наур. Anibare) — один із округів Республіки Науру. Найбільший за площею, але найменший за кількістю населення округ.

## Георграфія
Знаходиться в східній частині острова. Площа становить 3,1 км², населення 226 (2011). 
В окрузі найкращій пляж на острові, що розташований на узбережжі затоки Анібар. Також тут розташований готель «Мененг» (належить державі).

## Галерея

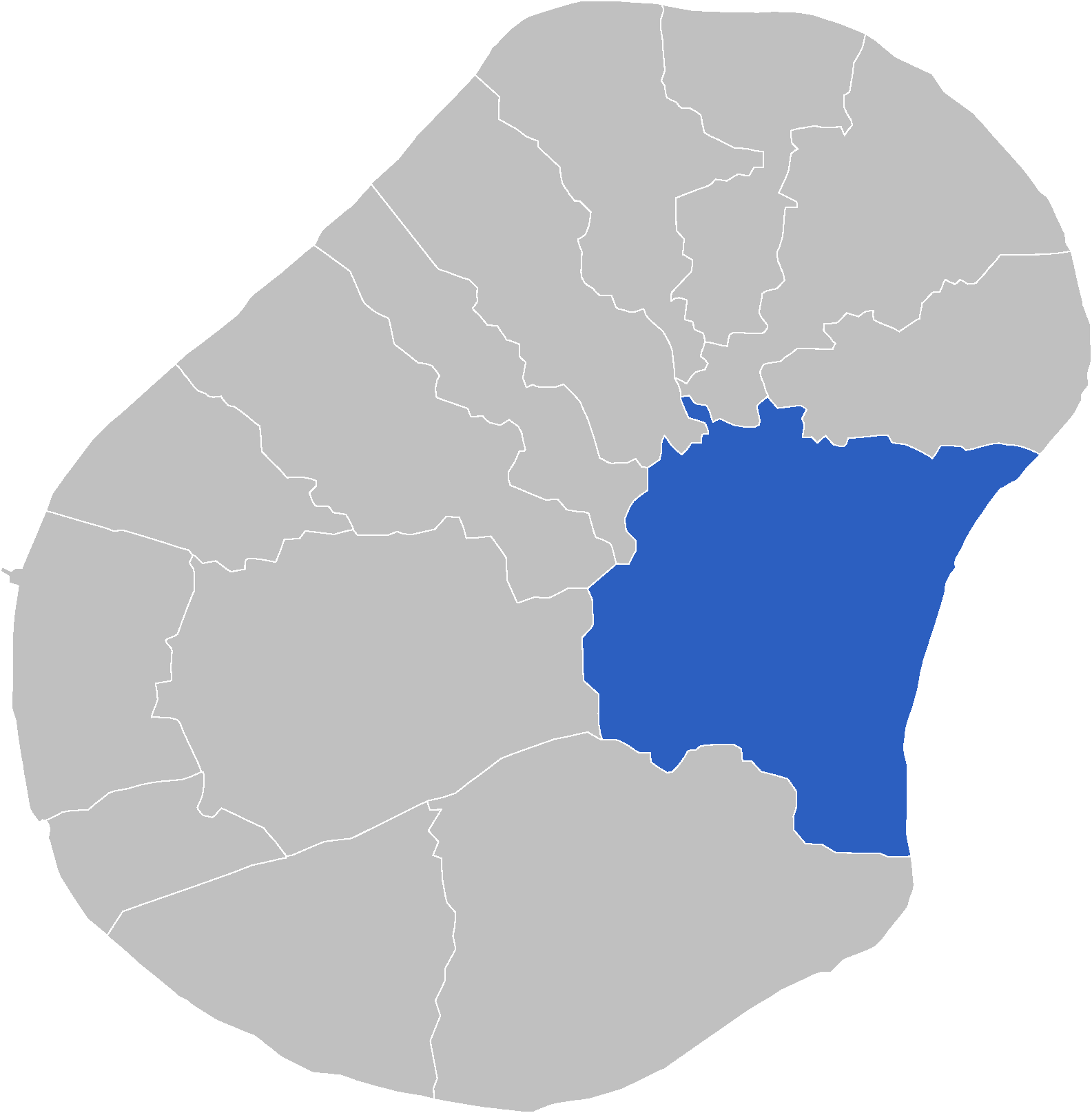
Місцезнаходження в Науру
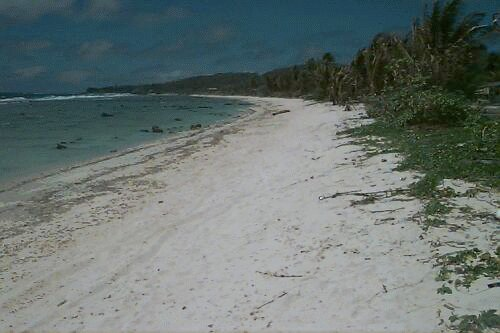
Затока Анібар